# Liste der Monuments historiques in Le Mont-Saint-Michel
Die Liste der Monuments historiques in Le Mont-Saint-Michel führt die Monuments historiques in der französischen Gemeinde Le Mont-Saint-Michel auf.

## Liste der Bauwerke

### Sakralbauten
| Bezeichnung                          | Beschreibung                                          | Standort | Kennzeichnung | Schutzstatus | Datum | Bild           |
| ------------------------------------ | ----------------------------------------------------- | -------- | ------------- | ------------ | ----- | -------------- |
| Abtei Mont-Saint-Michel              | Benediktinerabtei im gotischen Stil (11. bis 16. Jh.) | (Lage)   | PA00110460    | Classé       | 1862  | weitere Bilder |
| Friedhof Mont-Saint-Michel           |                                                       | (Lage)   | PA00110463    | Classé       | 1934  | weitere Bilder |
| St-Aubert                            |                                                       | (Lage)   | PA00110462    | Classé       | 1908  | weitere Bilder |
| Kirche Saint-Pierre                  |                                                       | (Lage)   | PA00110465    | Classé       | 1909  | weitere Bilder |
| Pfarrhaus Fassaden, Dächer           | 16./17. Jh.                                           | (Lage)   | PA00110512    | Inscrit      | 1981  | weitere Bilder |
| Hof und Nebengebäude des Pfarrhauses |                                                       | (Lage)   | PA00110464    | Classé       | 1928  |                |

### Militärbauten
| Bezeichnung | Beschreibung | Standort | Kennzeichnung | Schutzstatus | Datum | Bild           |
| --- | ------------ | -------- | ------------- | ------------ | ----- | -------------- |
| Stadtbefestigung Le Mont-Saint-Michel mit Boulevard-Tor und Königstor und Königsturm, Turm der Arkade, den Resten des Turms Denis, dem Niedrigen Turm, Turm Boucle sowie dem Nordturm |              | (Lage)   | PA00110514    | Classé       | 1875  | weitere Bilder |
| Enceinte des Fanils mit dem angrenzenden Turm Gabriel |              | (Lage)   | PA00110466    | Classé       | 1875  | weitere Bilder |

### Zivile Bauwerke

#### Wohnbauten
| Bezeichnung                                                                 | Beschreibung                                            | Standort          | Kennzeichnung | Schutzstatus   | Datum     | Bild           |
| --------------------------------------------------------------------------- | ------------------------------------------------------- | ----------------- | ------------- | -------------- | --------- | -------------- |
| Vieux logis                                                                 |                                                         | (Lage)            | PA00110485    | Classé         | 1928 1935 | weitere Bilder |
| Bureau de Tabac unter der Treppe zur Porte du Roi                           |                                                         | (Lage)            | PA00110484    | Classé         | 1929      |                |
| Gasthof Saint-Pierre                                                        |                                                         | (Lage)            | PA00110461    | Classé         | 1938      |                |
| Gebäude Épée-Saint-Michel Fassaden, Dach                                    |                                                         | (Lage)            | PA00110478    | Classé         | 1946      |                |
| Gebäude und Grundstücke an den Eingangsfelsen                               |                                                         | (Lage)            | PA00110476    | Classé         | 1934      | weitere Bilder |
| Gemeindeschule                                                              |                                                         | (Lage)            | PA00110507    | Classé         | 1934      |                |
| Haus an den Befestigungsmauern Fassaden, Dächer, Garten                     |                                                         | (Lage)            | PA00110488    | Classé         | 1933      |                |
| Häuser mit Blick auf die Grande-Rue und Befestigungsmauern Fassaden, Dächer |                                                         | (Lage)            | PA00110487    | Inscrit        | 1934      |                |
| Haus der ehemaligen Hostellerie du Dauphin Fassaden, Dach                   |                                                         | Grande-Rue (Lage) | PA00110493    | Classé         | 1928      |                |
| Nebengebäude des Hôtel Duguesclin Fassaden, Dächer                          |                                                         | (Lage)            | PA00110468    | Classé         | 1938      |                |
| Hôtel de la Licorne Fassaden, Dächer                                        | 15. Jh.                                                 | (Lage)            | PA00110469    | Inscrit        | 1928      |                |
| Hôtel du Mouton Blanc Fassaden, Dächer, Nebengebäude                        |                                                         | (Lage)            | PA00110470    | Classé         | 1928      |                |
| Hôtel Poulard                                                               |                                                         | (Lage)            | PA00110471    | Classé         | 1929 1939 | weitere Bilder |
| Hôtel principal des Établissements Poulard                                  |                                                         | (Lage)            | PA00110472    | Classé         | 1929      |                |
| Hôtel Saint-Pierre                                                          |                                                         | (Lage)            | PA00110473    | Classé         | 1938      | weitere Bilder |
| Hôtellerie de l’Escu de Bretaigne Fassaden, Dächer                          | 15. Jh.                                                 | (Lage)            | PA00110474    | Inscrit        | 1928      |                |
| Hôtellerie de la Sirène Fassaden, Dächer                                    |                                                         | (Lage)            | PA00110475    | Classé         | 1936      | weitere Bilder |
| Kapelle Saint-Sébastien                                                     | mittelalterliches Haus                                  | Grande-Rue (Lage) | PA00110498    | Classé         | 1928      |                |
| Logis Saint-Aubert Fassaden, Dächer                                         |                                                         | Grande-Rue (Lage) | PA00110495    | Classé         | 1928      |                |
| Logis Saint-Symphorien Mauern, Fassaden, Dächer                             | Überreste der ursprünglichen Stadtmauer aus dem 14. Jh. | Grande-Rue (Lage) | PA00110496    | Classé         | 1909 1928 |                |
| Logis Tiphaine Raguenel Fassaden, Dächer                                    |                                                         | (Lage)            | PA00110497    | Inscrit        | 1928      | weitere Bilder |
| Maison de l’Artichaut Fassaden, Dach                                        |                                                         | (Lage)            | PA00110489    | Classé         | 1918 1936 | weitere Bilder |
| Maison Blanche                                                              |                                                         | (Lage)            | PA00110486    | Classé         | 1938      |                |
| Maison du Chapeau Blanc Fassaden, Dächer, Gärten                            |                                                         | (Lage)            | PA00110490    | Inscrit Classé | 1928 1936 |                |
| Maison La Coquille Fassaden, Dächer                                         | 14. Jh.                                                 | (Lage)            | PA00110491    | Classé         | 1949      |                |
| Maison de l’Éperon Fassaden, Dächer                                         | 14./15. Jh.                                             | (Lage)            | PA00110492    | Inscrit        | 1928      |                |
| Maison Lacorne Fassaden, Dächer                                             |                                                         | (Lage)            | PA00110494    | Classé         | 1936      |                |
| Maison du Pigeon Blanc Fassaden, Dächer                                     |                                                         | Grande-Rue (Lage) | PA00110499    | Classé         | 1928      |                |
| Maison Piquerel Fassaden, Dächer                                            |                                                         | (Lage)            | PA00110500    | Classé         | 1934      |                |
| Maison Piquerel (Nebengebäude des Hôtel de la Confiance) Fassaden, Dächer   |                                                         | (Lage)            | PA00110501    | Classé         | 1948      |                |
| Maison Ponceau und Maison Eudes Fassaden, Dächer                            |                                                         | (Lage)            | PA00110502    | Inscrit        | 1928      |                |
| Maison du Pot de Cuivre Fassaden, Dächer                                    | 15. Jahrhundert                                         | (Lage)            | PA00110503    | Classé         | 1928      | weitere Bilder |
| Maison Les Terrasses Fassaden, Dächer                                       |                                                         | (Lage)            | PA00110504    | Inscrit        | 1932      | weitere Bilder |
| Maison des Trois Étoiles Fassaden, Dächer                                   |                                                         | Grande-Rue (Lage) | PA00110505    | Classé         | 1928      |                |
| Maison de la Truie qui File                                                 |                                                         | (Lage)            | PA00110506    | Classé         | 1908      | weitere Bilder |
| Maison Verte                                                                |                                                         | (Lage)            | PA00110508    | Classé         | 1938      |                |
| Propriété de l’Hermitage                                                    |                                                         | (Lage)            | PA00110513    | Classé         | 1937      | weitere Bilder |
| Salle Jeanne d’Arc (Maison Neuve) Fassaden, Dächer                          |                                                         | (Lage)            | PA00110516    | Classé         | 1936      |                |
| Villa Bellevue                                                              | 1913 im neugotischen Stil erbaut                        | (Lage)            | PA00110519    | Classé         | 1931      | weitere Bilder |
| Villa Saint-Michel Fassaden, Dächer, Gärten                                 | historisches Museum                                     | (Lage)            | PA00110520    | Classé         | 1936      | weitere Bilder |

#### Grünanlagen
| Bezeichnung                             | Beschreibung | Standort          | Kennzeichnung | Schutzstatus | Datum | Bild |
| --------------------------------------- | --- | ----------------- | ------------- | ------------ | ----- | ---- |
| Jardins de la Croix de Jérusalem        | Terrassen und Gärten | (Lage)            | PA00110518    | Classé       | 1928  |      |
| Jardins du Dauphin                      | | Grande-Rue (Lage) | PA00110479    | Classé       | 1928  |      |
| Garten und überdachter Schuppen         | | (Lage)            | PA00110480    | Classé       | 1936  |      |
| Terrasse der Maison-Rouge               | | (Lage)            | PA00110517    | Classé       | 1938  |      |
| Museumsgärten                           | Gärten des historischen Museums | (Lage)            | PA00110481    | Classé       | 1936  |      |
| Petit-Bois                              | staatliches Grundstück, umfasst die nördlichen Felsen und die Fanils-Felsen, die sich von der Enceinte des Fanils bis zur Fontaine Saint-Symphorien erstrecken | (Lage)            | PA00110477    | Classé       | 1908  |      |
| Alte Mauern und Gärten Saint-Aubert     | | Grande-Rue (Lage) | PA00110509    | Classé       | 1928  |      |
| Gärten Sainte-Catherine                 | | (Lage)            | PA00110482    | Classé       | 1937  |      |
| Alte Mauern und Gärten Saint-Symphorien | | Grande-Rue (Lage) | PA00110510    | Classé       | 1928  |      |
| Jardin de la Sirène                     | | (Lage)            | PA00110483    | Classé       | 1936  |      |

#### Andere
| Bezeichnung          | Beschreibung | Standort | Kennzeichnung | Schutzstatus | Datum | Bild           |
| -------------------- | ------------ | -------- | ------------- | ------------ | ----- | -------------- |
| Durchgang            |              | (Lage)   | PA00110511    | Classé       | 1936  |                |
| Brunnen Saint-Aubert |              | (Lage)   | PA00110467    | Classé       | 1908  | weitere Bilder |
| Wasserspeicher       |              | (Lage)   | PA00110515    | Classé       | 1929  |                |

## Liste der Objekte
- Monuments historiques (Objekte) in Le Mont-Saint-Michel in der Base Palissy des französischen Kulturministeriums (französisch)